# Раково (област Кюстендил)
Вижте пояснителната страница за други значения на Раково.
Раково е село в Западна България. То се намира в община Невестино, област Кюстендил.

## География
Село Раково се намира в планински район. Разположено е в югоизточните склонове на Осоговска планина, по западните и източните клонове на Брезов рид, по едно протежение от север на юг на около 10 км по двата бряга на река Елешница. Намира се на 40 км от село Невестино.

## История
В документ от XVII век се споменава като Ракува. Според едно предание е наречено Раково, поради многото раци в река Елешница. Запазен е и спомен, че в далечното минало селото е било с малко на брой къщи и било събран на куп в местността „Селото“. Това село не било известно на турците, защото било закривано от гъстите околни гори, а когато било открито и обложено с данък някои от неговите жители се изселили по местата, където днес са разположени някои от махалите.

## Исторически, културни и природни забележителности
- Църква „Света Троица“. Построена е през 1884 г. На фасадата е изпълнен огромен стенопис до свода. Тя е трикорабна постройка, с дървени стълбове колони, два от които поддържат балкона. Двата странични тавана са плоски – с дъсчена обшивка. Стенописите са изпълнени от живописеца Георги Попалексов (1851 – 1919) от село Дебели лаг, област Перник.

## Население
Численост на населението според преброяванията през годините:
| \| Година на преброяване \| Численост \| \| --------------------- \| --------- \| \| 1934 \| 1307 \| \| 1946 \| 1340 \| \| 1956 \| 850 \| \| 1965 \| 565 \| \| 1975 \| 314 \| \| 1985 \| 164 \| \| 1992 \| 104 \| \| 2001 \| 64 \| \| 2011 \| 17 \| |           |
| Година на преброяване | Численост |
| 1934 | 1307      |
| 1946 | 1340      |
| 1956 | 850       |
| 1965 | 565       |
| 1975 | 314       |
| 1985 | 164       |
| 1992 | 104       |
| 2001 | 64        |
| 2011 | 17        |

### Етнически състав
Преброяване на населението през 2011 г.
Численост и дял на етническите групи според преброяването на населението през 2011 г.:
|                     | Численост | Дял (в %) |
| Общо                | 17        | 100,00    |
| Българи             | 17        | 100,00    |
| Турци               | 0         | 0,00      |
| Цигани              | 0         | 0,00      |
| Други               | 0         | 0,00      |
| Не се самоопределят | 0         | 0,00      |
| Неотговорили        | 0         | 0,00      |

## Транспорт
До селото автобус се качва само веднъж месечно (четвъртата седмица от месеца, сряда в 8.30, 15.30)